# Bohayella sulcata
Bohayella sulcata är en stekelart som först beskrevs av Granger 1949.  Bohayella sulcata ingår i släktet Bohayella och familjen bracksteklar. Inga underarter finns listade.